# The Gentleman Kidz Come Clean
The Gentleman Kidz Come Clean è un EP degli Smodati, pubblicato nel 1998 dalla Mad Butcher Records.

## Tracce
1. Time for Action
2. Dimmi di no
3. Noi (contro di voi)
4. Rude Boy Go